# Primer axioma de numerabilidad
En topología, se dice que un espacio topológico {\displaystyle (X,T)} verifica el primer axioma de numerabilidad (o que es primero numerable o primero contable) si cada punto del espacio tiene una base de entornos numerable. En forma abreviada, suele decirse también que el espacio es 1AN o ANI.

## Ejemplos
- Todo espacio métrico cumple el primer axioma de numerabilidad, pues las bolas abiertas {\displaystyle B_{n}=B(x,1/n)} forman una base de entornos para el punto {\displaystyle x\in X}.[1]
- El espacio topológico discreto es un espacio primero numerable por ser metrizable.[1]
- La recta de Sorgenfrey es un espacio primero numerable.[1]
- El espacio de Sierpinski es primero numerable.[2]
- La recta cofinita, {\displaystyle (\mathbb {R} ,\mathrm {T} _{cof})}, no es primero numerable.[2]

## Propiedades
- Todo espacio que cumpla el segundo axioma de numerabilidad cumple automáticamente el primero.[1]
- Los subespacios[3] y los productos de espacios primero numerables son primero numerables.

Estos espacios son de importancia porque permiten controlar mejor los entornos. Por ejemplo, en cualquier espacio que cumpla el primer axioma de numerabilidad, se tiene que compacto implica sucesionalmente compacto, así como también la continuidad queda caracterizada por las sucesiones (lo cual, en general, no es cierto).